# Molophilus serpentarius
Molophilus serpentarius är en tvåvingeart som beskrevs av Alexander 1962. Molophilus serpentarius ingår i släktet Molophilus och familjen småharkrankar. Inga underarter finns listade i Catalogue of Life.